# Numidie cirtéenne
La Numidie cirtéenne (en latin : Numidia Cirtensis) est une province romaine issue du démembrement de la province de Numidie et dont la capitale était Cirta, aujourd'hui Constantine, en Algérie ; elle ne dure que dix ans, apparaissant avec le nouveau découpage de l'Empire romain par Dioclétien en 303, et disparaissant dès 313, étant réunie avec la province de Numidie militaire. 
La Numidie cirtéenne correspond à la partie nord de l'ancienne province de Numidie, c'est-à-dire essentiellement au territoire de l'ancienne confédération cirtéenne. 
La ville de Cirta reste capitale provinciale après la fusion des provinces de Cirtéenne et de Numidie militaire.